# マイアミ・デイド郡 (フロリダ州)
マイアミ・デイド郡（英: Miami-Dade County）は、アメリカ合衆国フロリダ州のフロリダ半島南端東に位置する郡である。通常多様な名前で呼ばれることが多い。マイアミ、マイアミ・デイド、デイド郡、デイド、メトロ・デイド 、グレーターマイアミなどである。人口は270万1767人（2020年）で、フロリダ州の郡では最大であり、全米でも第7位である。陸地面積は1,946平方マイル (5,040 km2) あり、州内第3位になっている。郡庁所在地はマイアミ市である。郡内にはマイアミ大都市圏人口の約半数が住み、大規模都市の幾つかが含まれている。
郡内には35の法人化都市と多くの未編入領域がある。北部、中部、東部は都市化が進み、海岸線には高層ビルが建ち並び、南フロリダのマイアミ市中心街中央事業地区となっている。郡南部にはレッドランドやホームステッド地域があり、農業地帯になっている。レッドランドは郡内陸地のおよそ3分の1に相当している。人口が少なく、都市化の進んだ北部と対照的である。郡西部がエバーグレーズ国立公園の中に入り、ミクースキー族の集落にのみ人が住んでいる。本土の東にはビスケーン湾があり、ビスケーン国立公園とビスケーン湾水上保護地となっている。

## 歴史

### ヨーロッパ人による接触以前
マイアミ地域におけるインディアン定着の痕跡は約12,000年前のものとされている。初期住人はマイアミ川の両岸に入ったが、主な集落は北岸にあった。
ヨーロッパ人が接触した時の住人はテケスタ族であり、現在のマイアミ・デイド郡、ブロワード郡およびパームビーチ郡南部を含むフロリダ州南東部の大半を支配していた。テケスタ族は釣りや猟を行い、果樹や植物の根を集めていたが、農業は行っていなかった。死人の小さな骨を遺骸と共に埋め、大きな骨は村人が見ることができるよう箱に収めた。テケスタ族はマイアミ・サークル遺跡を作ったとされている。

### ヨーロッパ人による接触
1513年、ビスケーン湾に入ってきたフアン・ポンセ・デ・レオンが、この地域を訪れた最初のヨーロッパ人とされている。その日誌には、テケスタの変化形である「チェケシャ」に到着したと記録しており、それがマイアミで最初に記録された名称となった。デ・レオンが岸に上陸したか、あるいはインディアンと接触したかは不明である。1566年、ペドロ・メネンデス・デ・アビレスとその隊員が、前年に船が難破して行方不明になっていたアビレスの息子を捜している時に、テケスタ族の集落を訪れたのが最初の上陸記録だった。1年後にフランシスコ・ビラレアル神父に率いられたスペイン兵がマイアミ川河口にイエズス会伝道所を建てたが、短命に終わった。スペイン人が去った後、テケスタ族は天然痘などヨーロッパ由来の疫病から自分達を守る必要があった。1711年、テケスタ族は1組の酋長をキューバのハバナに送り、そこに移民が可能かを尋ねさせた。キューバ人は彼等を援助するために2隻の船を派遣したが、スペイン人由来の病気でインディアンの大半が死亡していた。
19世紀初め、最初の恒久的ヨーロッパ人開拓者が到着した。バハマ諸島からフロリダ南部とフロリダ・キーズに来た人々は、危険なグレート・フロリダ・リーフで座礁した船から宝物を探した。そのある者はマイアミ川沿いにスペインが提供する土地を受け入れた。同じ頃、セミノール族インディアンが逃亡奴隷の集団と共に入ってきた。この地域では第二次セミノール戦争が起こり、ウィリアム・S・ハーニー少佐が何度かインディアンに対する襲撃隊を率いた。非インディアンの住人の大半はダラス砦に駐屯する兵士だった。セミノール戦争はアメリカ史の中でも犠牲の多いインディアン戦争となり、マイアミ地域ではインディアンのほぼ全数が消滅した。
1842年に第二次セミノール戦争が終わると、ウィリアム・イングリッシュがマイアミ川沿いに、叔父が造っていたプランテーションを再開させた。マイアミ川南岸に「マイアミ村」を計画し、土地の区画を販売した。1844年、マイアミの町が郡庁所在地となり、その6年後の国勢調査では人口96人となっていた。第三次セミノール戦争は第二次ほど破壊的なものではなかった。それでもフロリダ南東部への入植を鈍化させた。終戦時にここにとどまる兵士もいた。

### デイド郡の設立

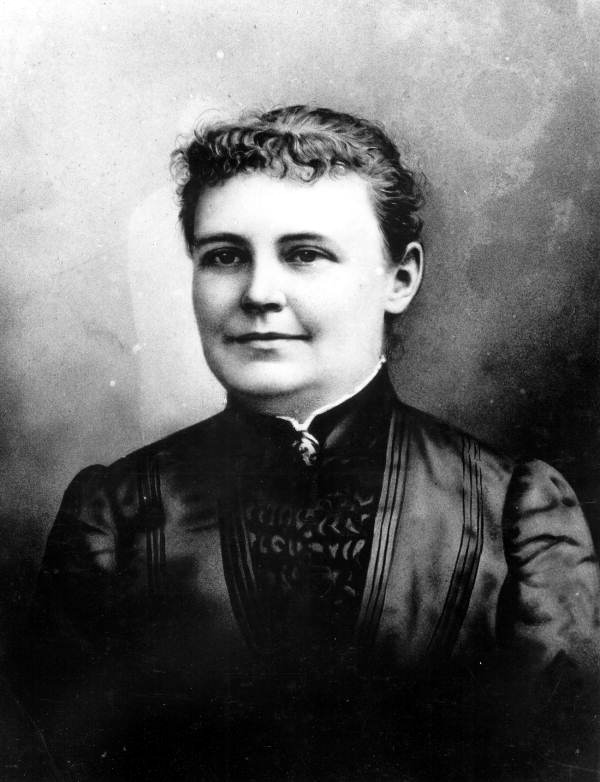
ジュリア・タトル、マイアミの設立者

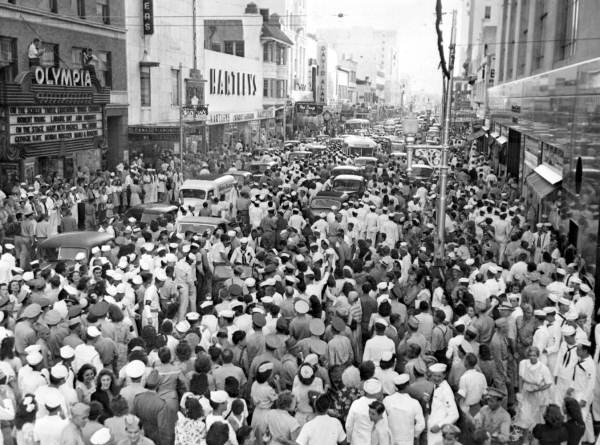
マイアミ市中心街のフラグラー通り、第二次世界大戦の終戦から20分後

デイド郡はアメリカ合衆国の準州法の下に1836年1月18日に設立された。郡名は第二次セミノール戦争中の1835年に戦死した軍人フランシス・デイドに因んで名付けられた。その死没地はデイド戦場と名付けられた。郡設立時には現在のパームビーチ郡とブロワード郡の領域を含み、さらにバヒア・ホンダ・キーから北のフロリダ・キーズも入っていた。郡庁所在地は当初、フロリダ・キーズのインディアンキーに置かれ、1844年にマイアミに移された。1866年キーラーゴからバヒア・ホンダまでのフロリダ・キーズがモンロー郡に戻された。1888年、郡庁所在地が現在のジュノビーチに近いジュノに移されたが、翌1889年にはマイアミに戻された。1909年、郡北部からパームビーチ郡が分離設立され、1915年にはパームビーチ郡とデイド郡がほぼ同じ広さの領域を分けて、間にブロワード郡を設立した。1915年以降重大な郡域の修正はない。
1992年8月24日月曜日の早朝、マイアミを襲ったハリケーン・アンドリューは、アメリカ史の中でも2番目に破壊的な自然災害となった。真東から郡中部を襲い、マイアミの南部とホームステッド、ケンドールとカトラーリッジ（現在はカトラーベイの町）を襲った。デイド郡だけでも被害総額は250億米ドル以上となり、被害の大きな地域では復興のために数年間を要した。2005年にハリケーン・カトリーナがメキシコ湾岸を襲うまで、アメリカ史最大の自然災害になっていた。

### 郡名の変更
1997年11月13日、郡民はデイド郡からマイアミ・デイド郡への変更を承認した。これはマイアミという名前が国際的に認知されているためだった。

## 地理

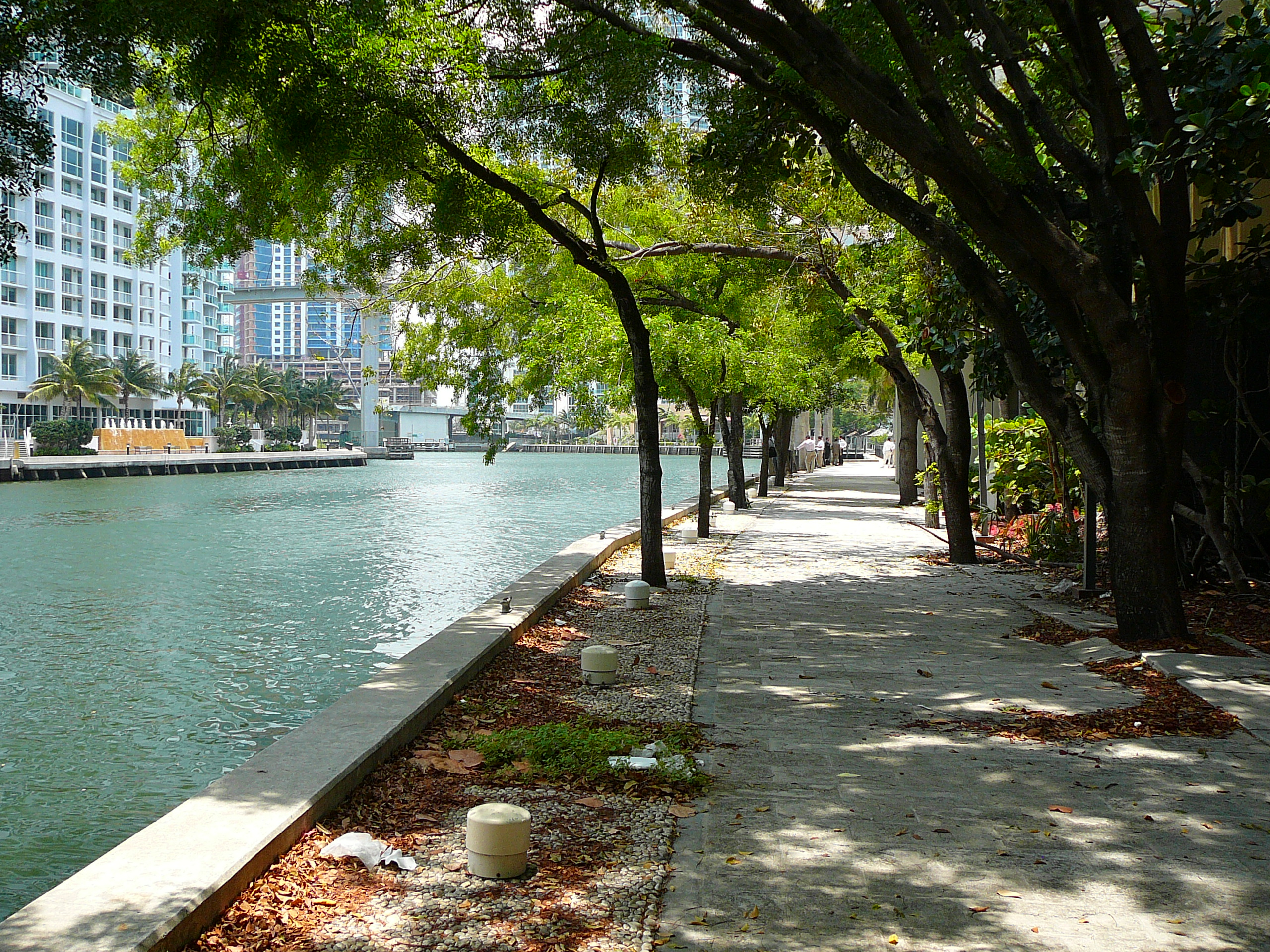
マイアミ市中心街のマイアミ川

マイアミ・デイド郡の標高は僅か1.8メートルである。地質的には比較的新しく、数百万年前に造られた炭酸塩の台地であるフロリダプラットホームの東端にある。東部はウーライトの石灰岩であり、西部は大半が苔虫類でできている。更新世の大半で造られ植物や動物と共に人類が入った最新の地域である。
アメリカ合衆国国勢調査局に拠れば、郡域全面積は2,431.26平方マイル (6,296.9 km2)であり、このうち陸地1,946.06平方マイル (5,040.3 km2)、水域は485.19平方マイル (1,256.6 km2)で水域率は19.96%である。水域の大半はビスケーン湾であり、また大西洋の隣接水域である。
湾と大西洋は海岸に沿って並ぶ多くのバリア諸島によって隔てられており、その内の一つに有名なマイアミ・ビーチがある。そこにはサウスビーチやアール・デコ地区がある。やはりバリア諸島であるフロリダ・キーズはマイアミ・デイド郡からのみ陸路を行くことができるが、行政上は隣接するモンロー郡に属している。
マイアミ市が郡内最大の都市であり、郡庁所在地である。2010年の推計人口は399,457人となっている。2つの国立公園に接することでは国内唯一の都市圏である。ビスケイン国立公園は本土の東、ビスケイン湾にあり、郡域の西側3分の1はエバーグレーズ国立公園内にある。郡北部にはビッグサイプレス国立保護区の小部分が入っている。

### 隣接する郡
- ブロワード郡 - 北
- モンロー郡 - 南、西
- コリアー郡 - 北西

## 都市と町

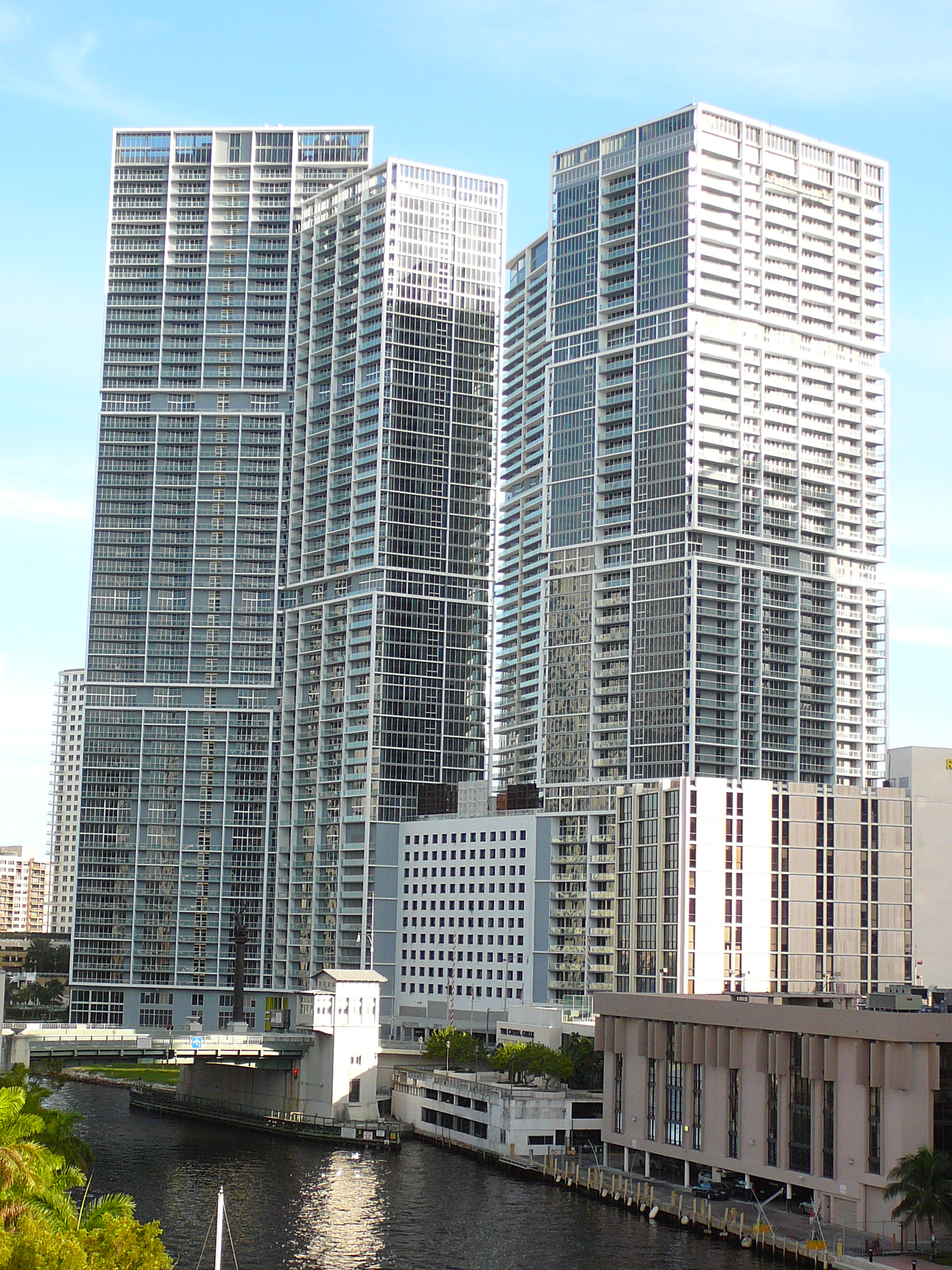
マイアミの金融街「ブリッケル」

- マイアミ（郡庁所在地）
- ハイアリア
- マイアミガーデンズ
- マイアミビーチ
- ホームステッド
- ドラル
- ノース・マイアミ
- コーラルゲーブルス
- カトラーベイ

## 交通

### 空港

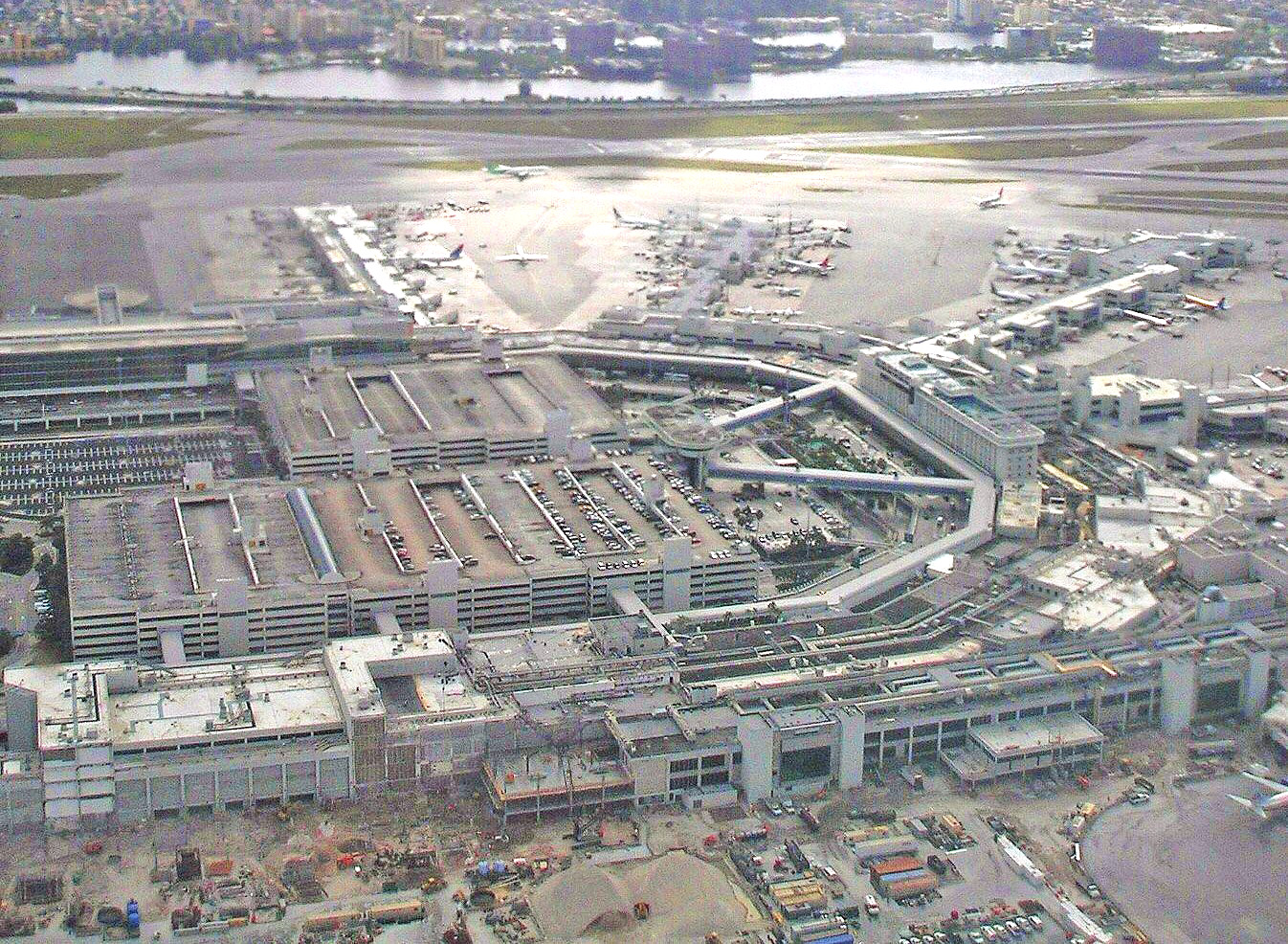
マイアミ国際空港

マイアミ国際空港が郡内未編入領域にあり、マイアミ地域の主要国際空港として機能している。世界でも有数の利用客が多い空港であり、年間3,500万人以上が利用している。世界最大の旅客輸送航空会社であるアメリカン航空の主要ハブであり、最大の国際線発着空港となっている。国内ではニューヨーク市のジョン・F・ケネディ国際空港とロサンゼルス国際空港に次いで、3番目に海外からの入国者数が多い。世界では第7位となっている。北アメリカ、南アメリカ、ヨーロッパ、アジア、中東の70以上の国際都市に直行便を運行している。
一般用途空港としては、ケンドール・タミアミ・エグゼキュティブ空港、オパ・ロッカ空港、ホームステッド一般用途空港がある。ホームステッドの東にあるホームステッド共同予備役航空基地は軍事用に使われている。

### 公共交通機関

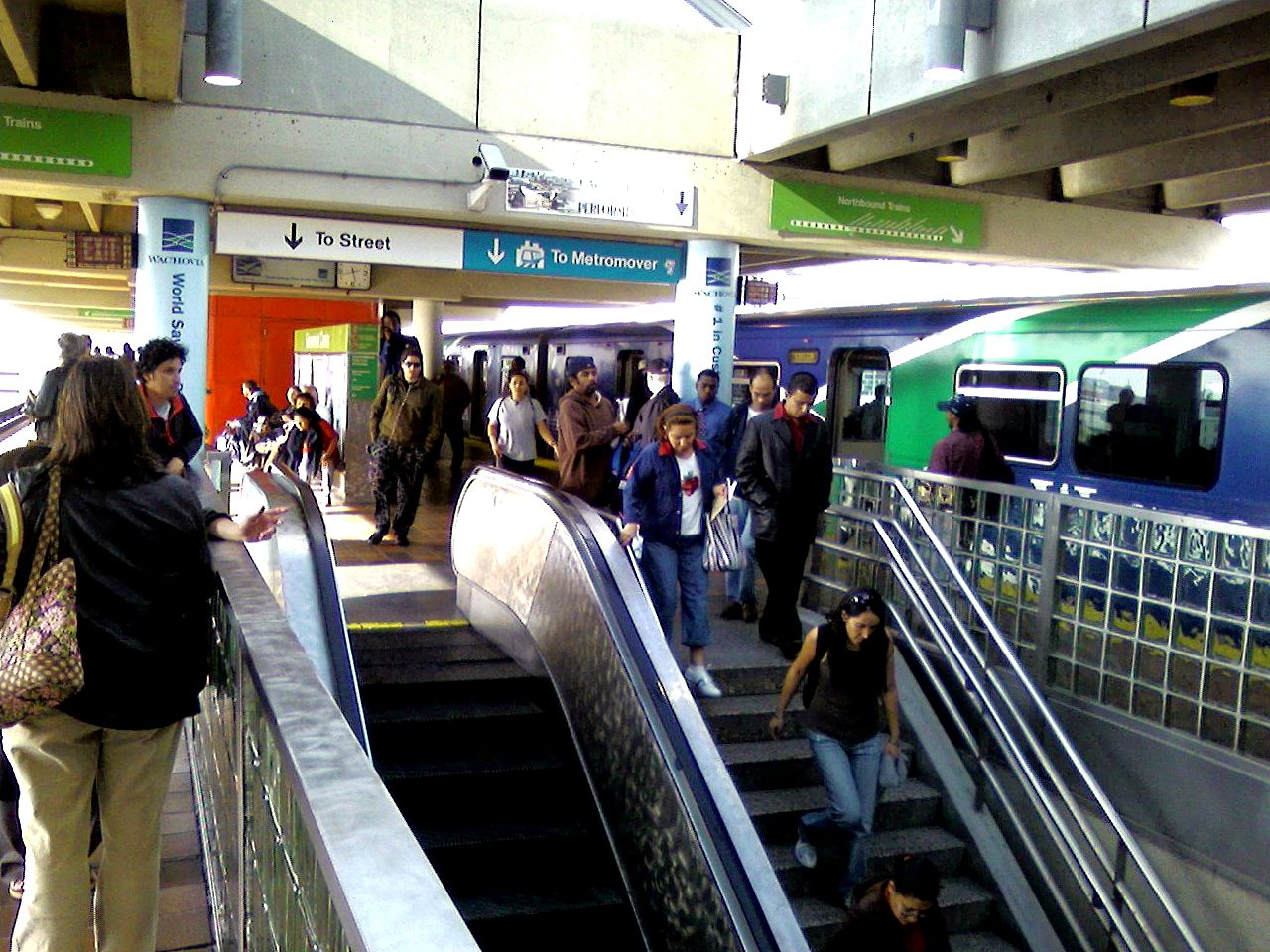
メトロレールのガバメントセンター駅

郡内の公共交通はマイアミ・デイド交通が担当し、州内では最大の公共交通機関である。都市鉄道のメトロレール、マイアミ中心街の新交通システムであるメトロムーバー、路線バスのメトロバスを運行している。

### 主要高規格道路

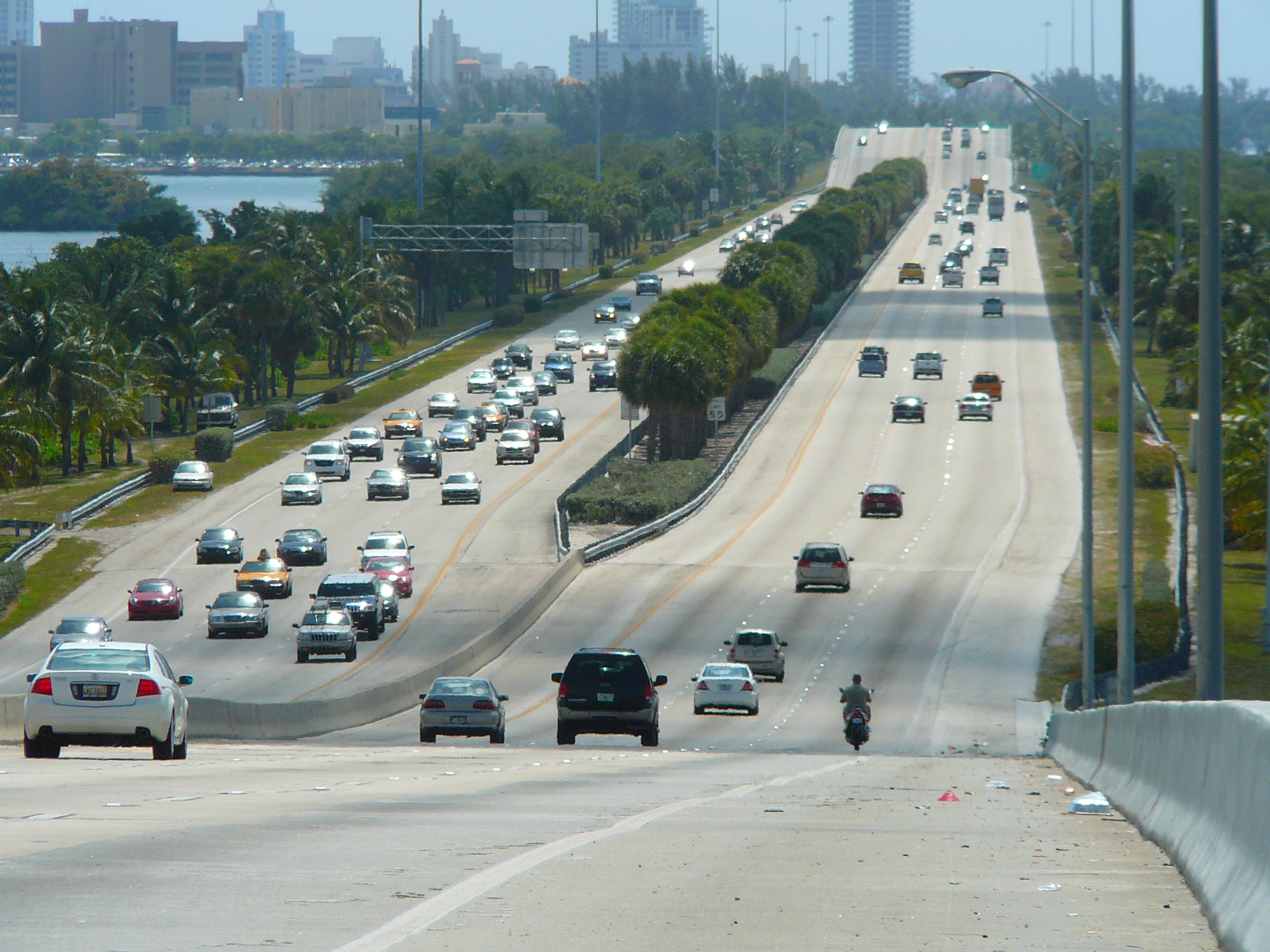
ジュリア・タトル・コーズウェイ、マイアミとマイアミ・ビーチを繋ぐ

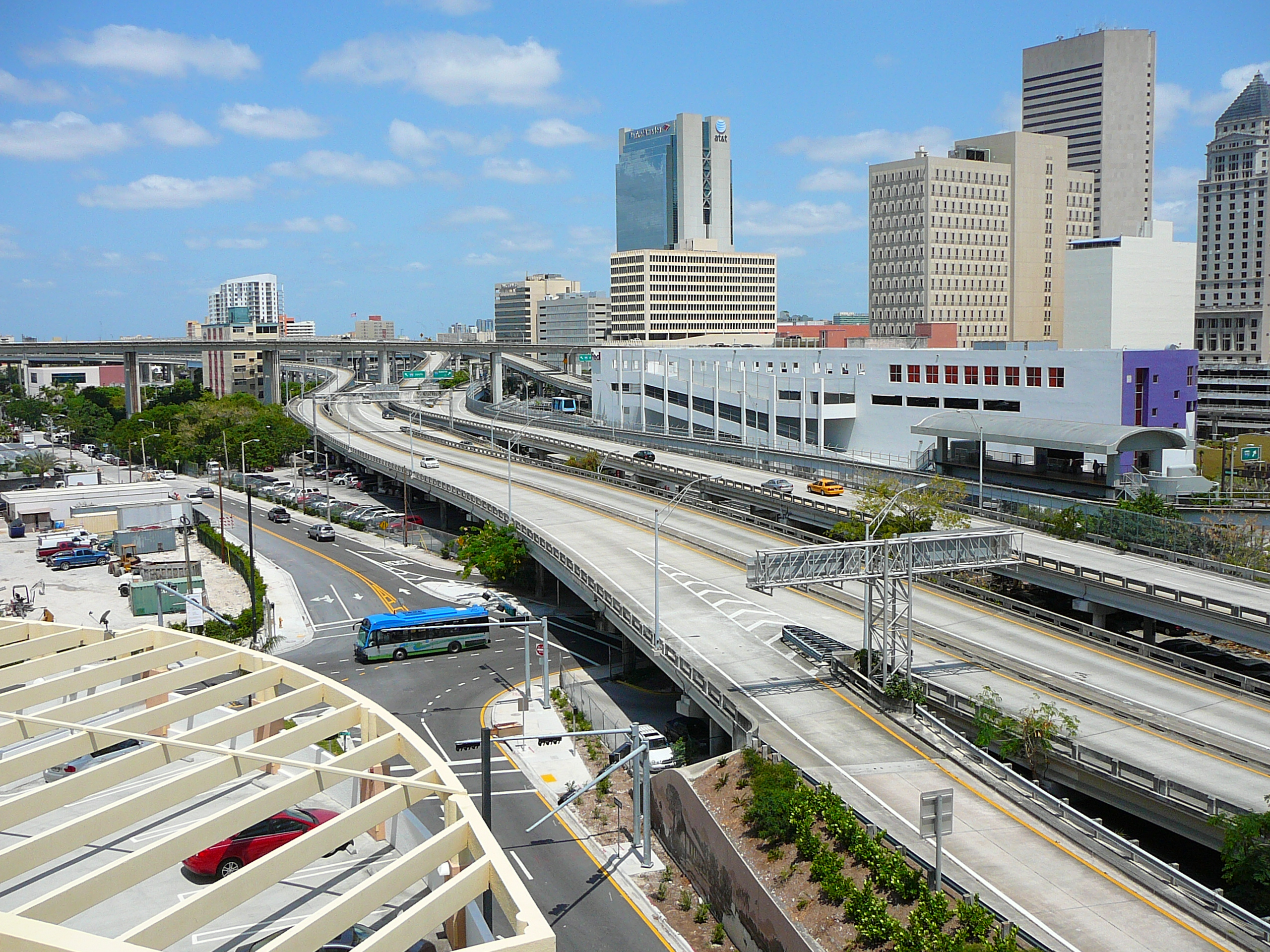
ダウンタウン・ディストリビューター

フロリダ州では有料州道は州道の看板の上に "TOLL" という言葉を書かれていることが多い。運転者が通行量を払わずに料金所を通過すると、ナンバープレートのデジタル写真が記録される。フロリダ州法では、この写真が支払義務違反の令状発行に利用できる。
- 州間高速道路95号線
- 州間高速道路75号線
- フロリダ・ターンパイク
- フロリダ・ターンパイクのホームステッド延伸部
- ドルフィン・イクスプレスウェイ (州道836号線) /  州間高速道路395号線
- グラティグニー・パークウェイ (州道924号線)
- エアポート・イクスプレスウェイ (州道112号線) /  州間高速道路195号線
- ドン・シュラ・イクスプレスウェイ (州道874号線)
- スナッパー・クリーク・イクスプレスウェイ (州道878号線)
- パルメット・イクスプレスウェイ (州道826号線)
- ハイアレア・イクスプレスウェイ (州道934号線)
- ダウンタウン・ディストリビューター (州道970号線)

### 通り配列

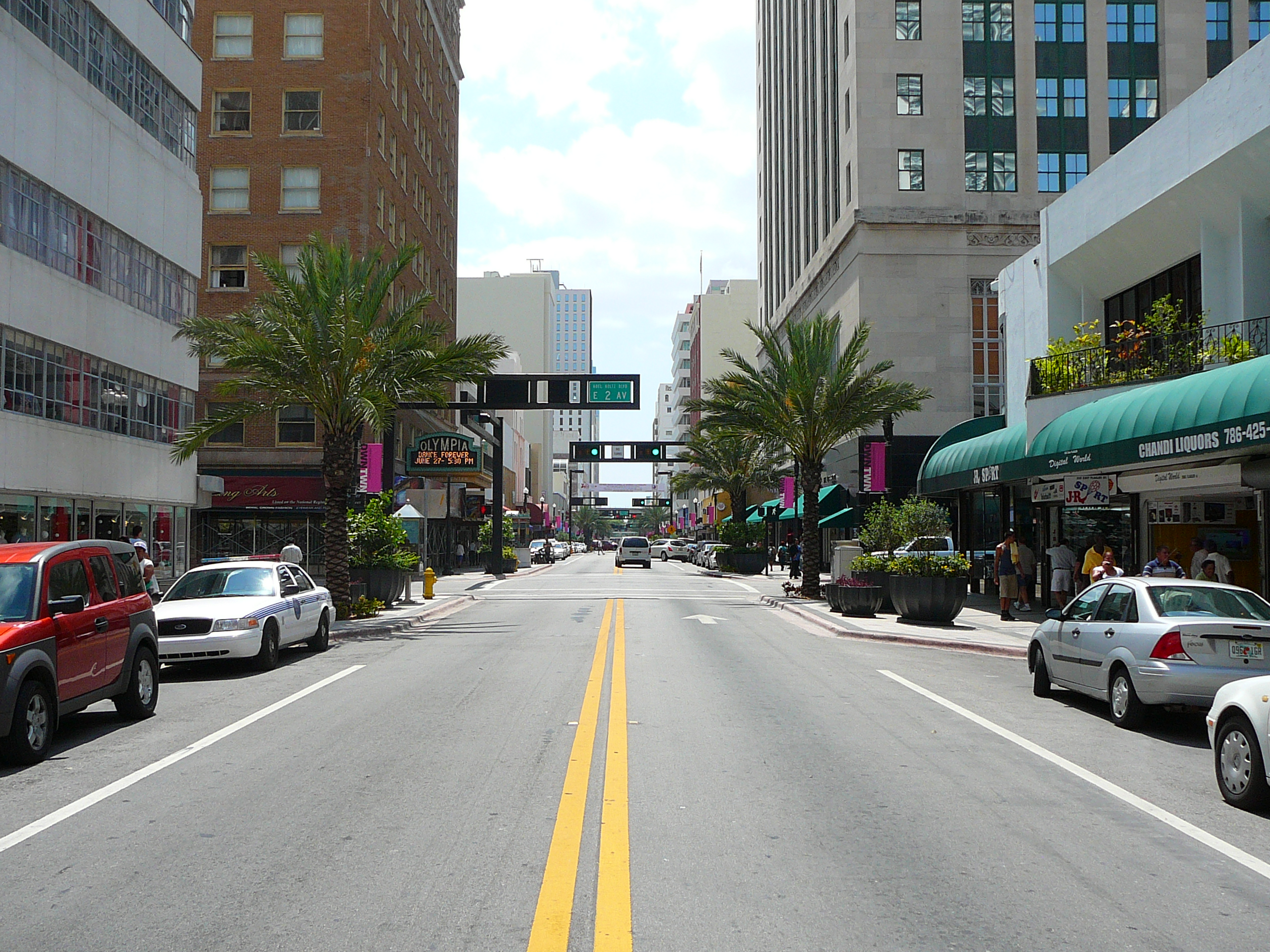
マイアミ市中心街のフラグラー通り

マイアミ市中心街から始まる通り配列が郡全体に広げられている。当初は通りに名前が付けられ、数ブロック置きに名前が変わったり、同じ名前の通りがあったりした。これは郵便配達を困らせたので、アメリカ合衆国郵便公社が配達を止めると脅し、第一次世界大戦後に通り配列体系が採用された。人口が増加するにつれて、この新体系が郡域全体に広げられた。マイアミ・アベニューを南北方向の基準線、フラグラー通りを東西方向の基準線としている。この線を起点に番号が付けられ、フラグラー通りの北、マイアミ・アベニューの西にある通りは「北西」NWを頭に追い番が付されている。基準点が海岸に近かったために南東と北東は少ない。主要道路には名前も付けられているが、ごく少数であり、番号が一般に使われている。

## 治安
フロリダ州の中でも治安は悪い傾向にあり、銃を使用した殺人、強盗、強姦事件が多く発生する。2011年の犯罪発生件数を、ほぼ同じ人口の京都府と比較した場合、約3.7倍。殺人、そのうち強盗だけの件数を比較すると約10倍となっている。

## 人口動態
郡民の50.9%は外国生まれであり、この数字は国内の郡で最大である。そのうち47%は帰化している。外国生まれの者の出身国としては、キューバ（42%）、ニカラグア（16%）、コロンビア（6%）、ハイチ（6%）、ドミニカ共和国（3%）、ジャマイカ（3%）の順に多い。
以下は2000年国勢調査による人口統計データである。
| 基礎データ - 人口: 2,253,362人 - 世帯数: 776,774 世帯 - 家族数: 548,402 家族 - 人口密度: 447人/km2（1,158人/mi2） - 住居数: 852,278軒 - 住居密度: 169軒/km2（438軒/mi2） 人種別人口構成（ ）内は2008年推計 - 白人: 69.7% - アフリカン・アメリカン: 20.3% (19.5%) - ネイティブ・アメリカン: 0.20% (0.3%) - アジア人: 1.4% (1.6%) - 太平洋諸島系: 0.01% (0.1%) - その他の人種: 4.60% (5.6%) - 混血: 3.80% (1.0%) - ヒスパニック・ラテン系: 57.3% (62.4%) 先祖による構成 - ハイチ系：5% - アメリカ人：5% - イタリア系：2% - ジャマイカ系：2% - ドイツ系：2% - アイルランド系：2% - イギリス系：2% 年齢別人口構成 - 18歳未満: 24.8% - 18-24歳: 9.1% - 25-44歳: 31.0% - 45-64歳: 21.7% - 65歳以上: 13.3% - 年齢の中央値: 36歳 - 性比（女性100人あたり男性の人口） - 総人口: 93.5 - 18歳以上: 90.2 | 世帯と家族（対世帯数） - 18歳未満の子供がいる: 33.8% - 結婚・同居している夫婦: 47.7% - 未婚・離婚・死別女性が世帯主: 17.2% - 非家族世帯: 29.4% - 単身世帯: 23.3% - 65歳以上の老人1人暮らし: 8.6% - 平均構成人数 - 世帯: 2.84人 - 家族: 3.35人 収入と家計 - 収入の中央値 - 世帯: 35,966米ドル - 家族: 40,260米ドル - 性別 - 男性: 30,120米ドル - 女性: 24,686米ドル - 人口1人あたり収入: 18,497米ドル - 貧困線以下 - 対人口: 18.0% - 対家族数: 14.5% - 18歳未満: 22.9% - 65歳以上: 18.9% |

### 言語
2000年時点で、人口の32.09%は家庭で英語のみを話している。59.25%がスペイン語、4,12%がフランス系クレオール語、0.89%がフランス語、0.67%がポルトガル語を母語としている。郡民の50.9%は外国生まれであり、67.9%は家庭で英語以外を話している。

## 経済

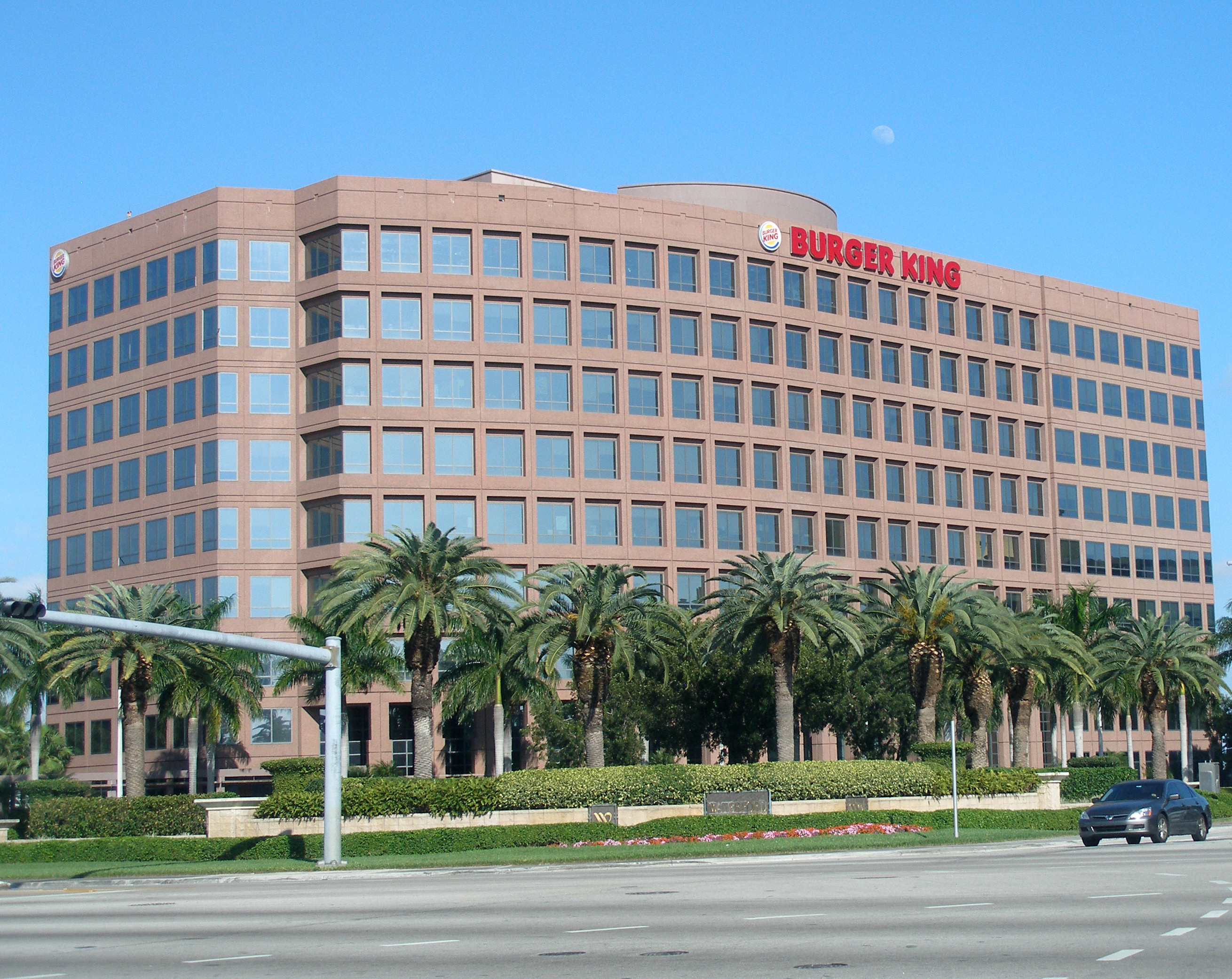
バーガーキング本社

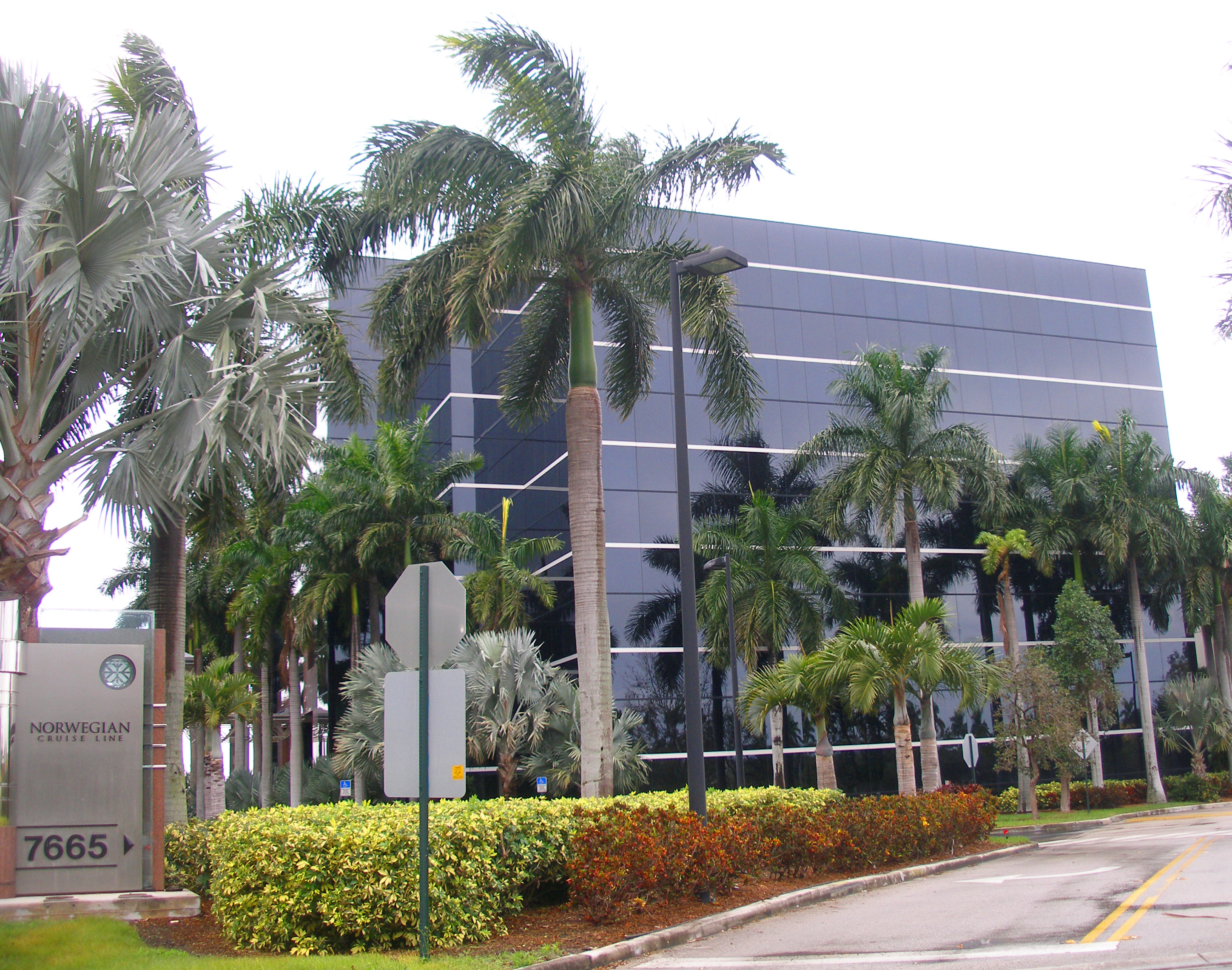
ノルウェージャン・クルーズライン本社

郡内未編入領域に本社を置く会社としては、ブライトスター・コーポレーション、バーガーキング、イントラデコ・ホールディングス、ラテン・フレーバーズ、ノルウェージャン・クルーズライン、ライダーがある。
未編入領域のマイアミ国際空港敷地に本社を置く企業は、センチュリオン・エアカーゴ、フロリダ・ウェスト国際航空、IBC航空、 ワールド・アトランティック航空がある。
ヒューレット・パッカードのラテン・アメリカ主オフィスは郡内未編入領域のウォーターフォード・ビル9階にある。
アストラゼネカは未編入領域にラテン・アメリカ本社を置いている。ゲイトグループは未編入領域にラテン・アメリカ本社を置いている。ユニカマー・グループは未編入領域にアメリカ合衆国事務所を置いている。TAMEは未編入領域にアメリカ合衆国事務所を置いている。
エアリフト・インターナショナル、アローエアー、ナショナル航空、リッチ国際航空など今はない航空会社が空港近くに本社を置いていた。
フランク・ボーマンが1875年にイースタン航空の社長になった後、その本社をニューヨーク市ミッドタウン・マンハッタンのロックフェラー・センターからマイアミ・デイド郡の未編入領域に移した。1991年頃、イースタン航空を始め幾つかの企業が去ることになった。
クルーズ船運行会社のレジデンシーが郡内未編入領域に本社を置いていたことがあった。

### 雇用数の多い民間企業

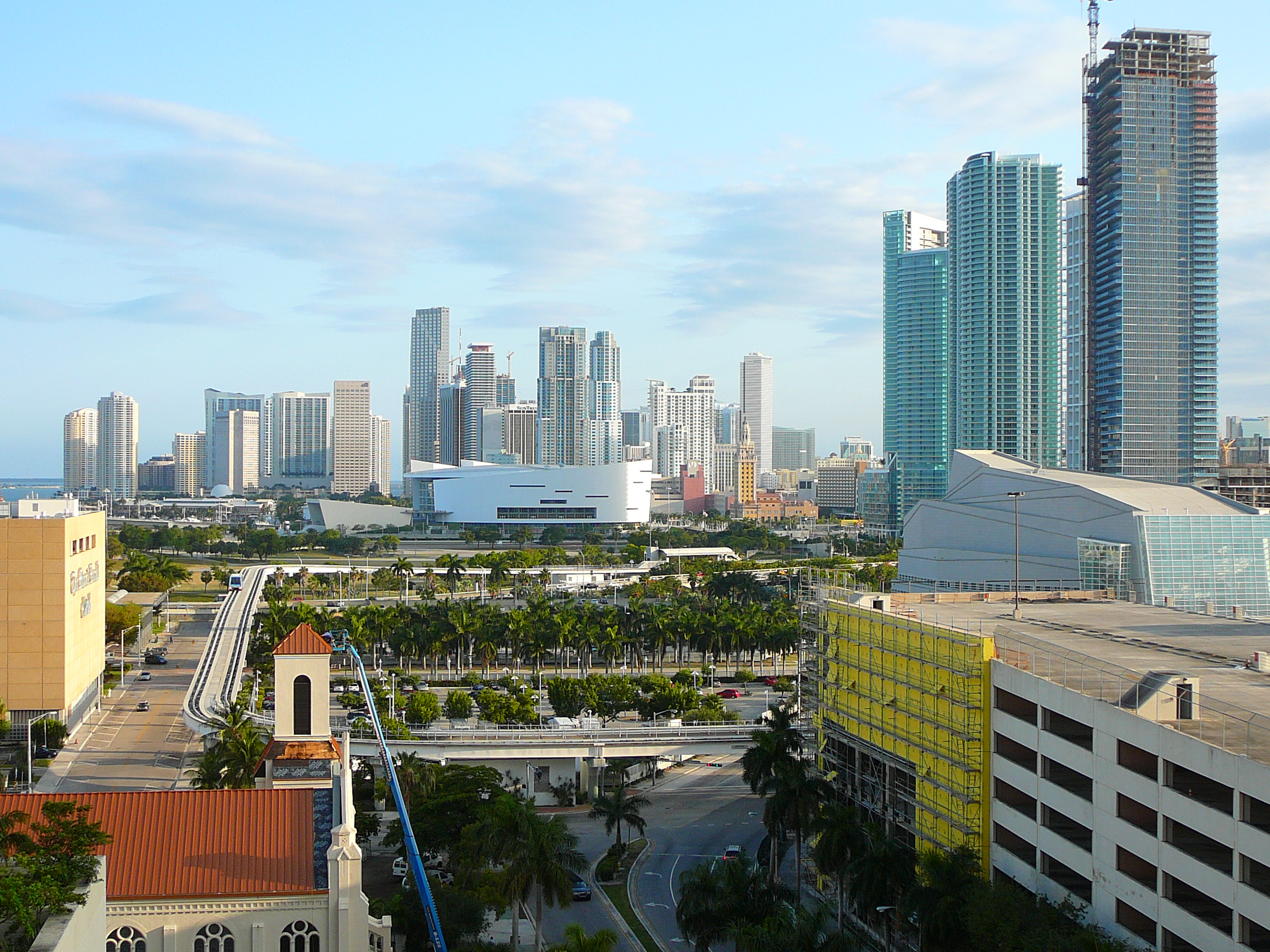
2001年後半からマイアミ市中心街では高層ビルの建設ブームが起きた。小売業は高級化が進んだ

マイアミの Beacon Councilに拠れば、2008年時点で雇用数の多い民間企業は次の通りである
| 順位 | 企業名                                     | 従業員数 |
| ---- | ------------------------------------------ | -------- |
| 1    | パブリックス・スーパーマーケット           | 11,000   |
| 2    | バプテスト病院南フロリダ                   | 10,826   |
| 3    | マイアミ大学                               | 9,874    |
| 4    | アメリカン航空                             | 9,000    |
| 5    | プレシジョン・レスポンス・コーポレーション | 6,000    |
| 6    | ベルサウス                                 | 5,500    |
| 7    | ウィン・ディキシー                         | 4,833    |
| 8    | フロリダ・パワー&ライト                    | 3,900    |
| 9    | カーニバルクルーズライン                   | 3,500    |
| 10   | メイシーズ・フロリダ                       | 3,368    |

### 雇用数の多い公的機関
マイアミの Beacon Councilに拠れば、2008年時点で雇用数の多い公的機関は次の通りである
| 順位 | 公的機関名                   | 従業員数 |
| ---- | ---------------------------- | -------- |
| 1    | マイアミ・デイド郡教育学区   | 50,000   |
| 2    | マイアミ・デイド郡           | 32,000   |
| 3    | アメリカ合衆国政府           | 20,400   |
| 4    | フロリダ州政府               | 17,000   |
| 5    | ジャクソン・ヘルス・システム | 5,500    |
| 6    | マイアミ・デイド・カレッジ   | 6,500    |
| 7    | マイアミ市                   | 4,034    |
| 8    | フロリダ国際大学             | 3,132    |
| 9    | VA医療センター               | 2,300    |
| 10   | マイアミビーチ市             | 1,979    |

## 法と政府
マイアミ・デイド郡は1957年から「2政体連合」という特徴ある大都市政府形態の下に運営されてきた。1956年にフロリダ州民が、デイド郡民に自治憲章採択を認める州憲法修正案を承認したことで、これが可能になった。それまでは州内に自治ルールが存在せず、すべての郡はフロリダ州憲法と州法によって規定された同一の制限された権限しか持っていなかった。フロリダ州からアメリカ法廷財団に選出された最初の女性、かつアメリカ国内で選出された2人目の女性であるマッティ・ベル・デイビスはデイド郡都市圏裁判所の最初の女性判事でもあった。

### 政治
| 年     | 共和党        | 民主党        |
| ------ | ------------- | ------------- |
| 2012年 | 37.9% 332,602 | 61.6% 540,776 |
| 2008年 | 41.6% 358,256 | 58.1% 497,386 |
| 2004年 | 46.6% 361,095 | 52.9% 409,732 |
| 2000年 | 46.3% 289,574 | 52.6% 328,867 |
| 1996年 | 37.9% 209,740 | 57.3% 317,555 |
| 1992年 | 43.2% 235,313 | 46.7% 254,609 |
| 1988年 | 55.3% 270,937 | 44.3% 216,970 |
| 1984年 | 59.2% 144,281 | 40.8% 223,863 |
| 1980年 | 50.7% 265,888 | 40.2% 210,868 |
| 1976年 | 40.5% 211,148 | 58.1% 303,047 |
| 1972年 | 58.9% 256,529 | 40.8% 177,693 |
| 1968年 | 37.0% 135,222 | 48.4% 176,689 |
| 1964年 | 36.0% 117,480 | 64.0% 208,941 |
| 1960年 | 42.3% 134,506 | 57.7% 183,114 |

都市と郡の政府が統合して1つの政府となる統合市郡とは異なり、マイアミ・デイド郡の市政府と郡政府が別々に存在したままである。郡内には35の自治体があり、マイアミ市が最大である。
都市は地方政府の「低層」であり、その管轄範囲内で警察と消防、地域規制と法の執行など市に典型的なサービスを行う。これらサービスは市税によって賄われている。郡は「上層」であり、緊急事態管理、空港と海港の運営、公的住居健康管理、輸送、環境対応、廃棄物処理など大都市圏のサービスを行う。これらは郡税で賄われ、その税は法人化された場所および未編入の場所全ての資産に対して評価されたものである。
郡人口約220万人の中で、約52%は未編入領域に住んでおり、その過半数は都市化されている。これら住民は未編入領域自治サービス地域に属している。これら住民に対して、郡は低層と上層の政府の役割を果たし、郡政委員会は低層の市民代表政体の役割を果たしている。未編入領域自治サービス地域住民は市税に相当するその地域の税を支払い、市と同様なサービスを受ける。法人化地域の住民はこの地域税を払う必要は無い。

### 郡政府の構造

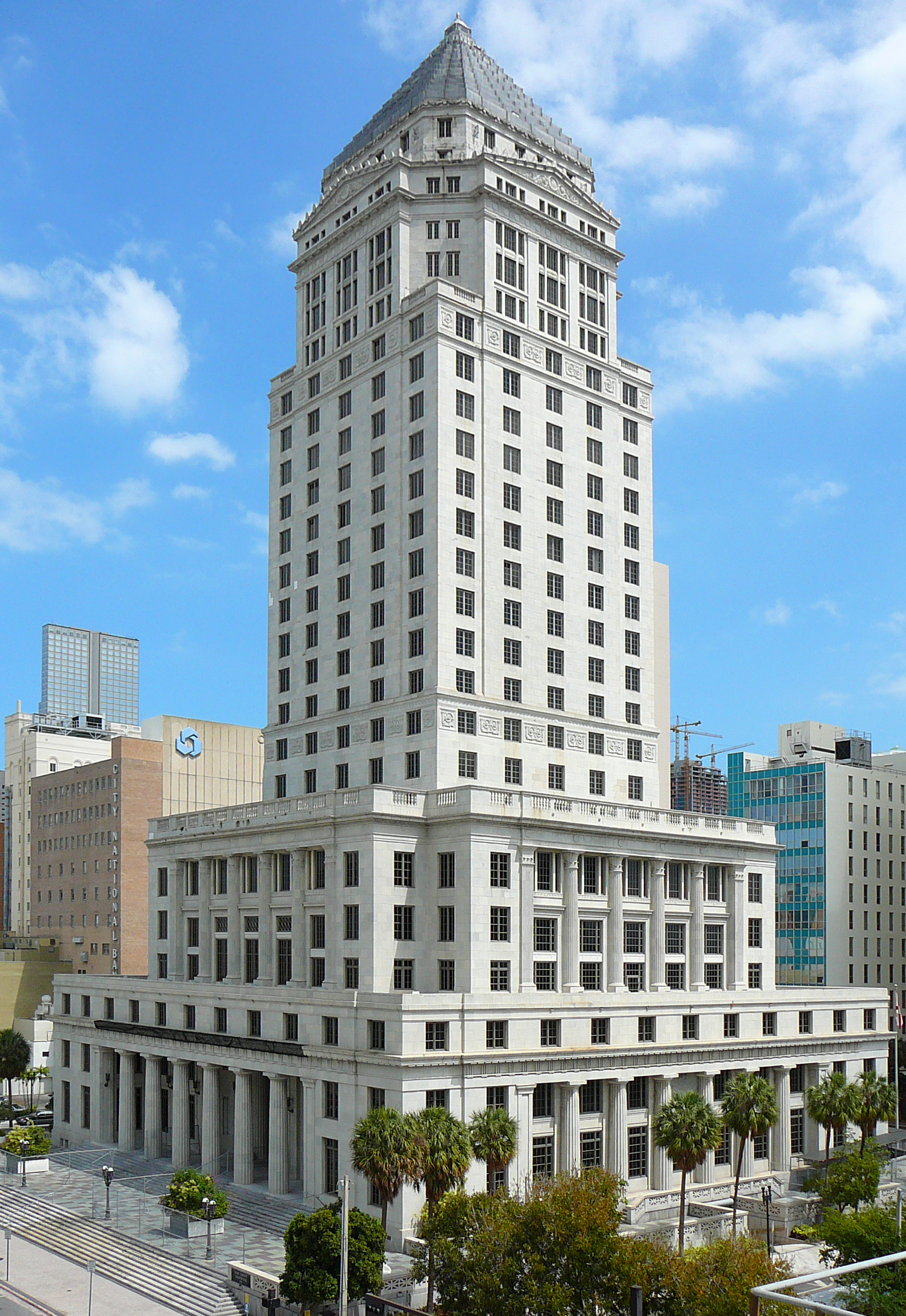
マイアミ・デイド郡庁舎、1926年建設

マイアミ・デイド郡庁は郡全体から選出され、任期は4年間である。郡長は郡政委員会に属さない。郡長が郡政委員会の承認と同意を得て郡マネジャーを指名し、郡マネジャーが郡政府部門の運営を監督する。郡長は郡政委員会の決議に対して拒否権を持っている。
郡政委員会が立法府であり、小選挙区から選ばれた13人で構成されている。任期は4年間であり、2年毎に半数が改選される。委員は議長を互選し、議長が会合を主宰し、立法委員会のメンバーを指名する。委員会は法を立法し、部門を創設し、郡内の事業運営を規制する幅広い権限を持っている。3分の2以上の賛成があれば、郡庁の拒否権を無効にできる。
フロリダ州憲法では各郡で行政と監理の機能を行う6人の選挙で選ばれる役人を規定している。保安官、資産評価官、選挙管理官、税徴収官、巡回裁判所事務官、会計監査官である。しかし現行憲法では、自治ルールを採用する郡住民の承認により、役職を廃止し、または下位の郡部門を組織化することを認めている。マイアミ・デイド郡住民は保安官、資産評価官、選挙管理官、税徴収官、会計監査官についてこの選択肢を選んだ。巡回裁判所事務官、州検察庁の司法官、公選弁護人は州政府の部門のままであり、よって独立して選出され、郡政府に属していない。
マイアミ・デイド郡と州内他郡との大きな違いは法執行機関の名称である。選出された保安官がおらず。保安官事務所という組織がないことでは唯一の郡になっている。相当する機関はマイアミ・デイド警察署と呼ばれ、その長は大都市圏保安官、およびマイアミ・デイド警察署長と呼ばれている。しかし、マイアミ・デイド警察のバッジは現在も「デイド郡副保安官」と記されている。

## 公共事業

### 消防・救急
マイアミ・デイド郡消防・救急部は郡内の消防と救急医療サービスを行う機関である。28の自治体とすべての未編入領域に対し、60の消防署からサービスを行っている。マイアミ国際空港、ケンドール・タミアミ・イグゼクティブ空港、オーパ・ロッカ空港についても防火活動を行っている。
マイアミ・デイド郡消防・救急部には、都市捜索救急フロリダ・タスクフォース1が入っており、760人の州認定救急医療隊員および640人の州認定救急医療技術者で構成される57の先進ライフサポート部隊がある。

### 警察

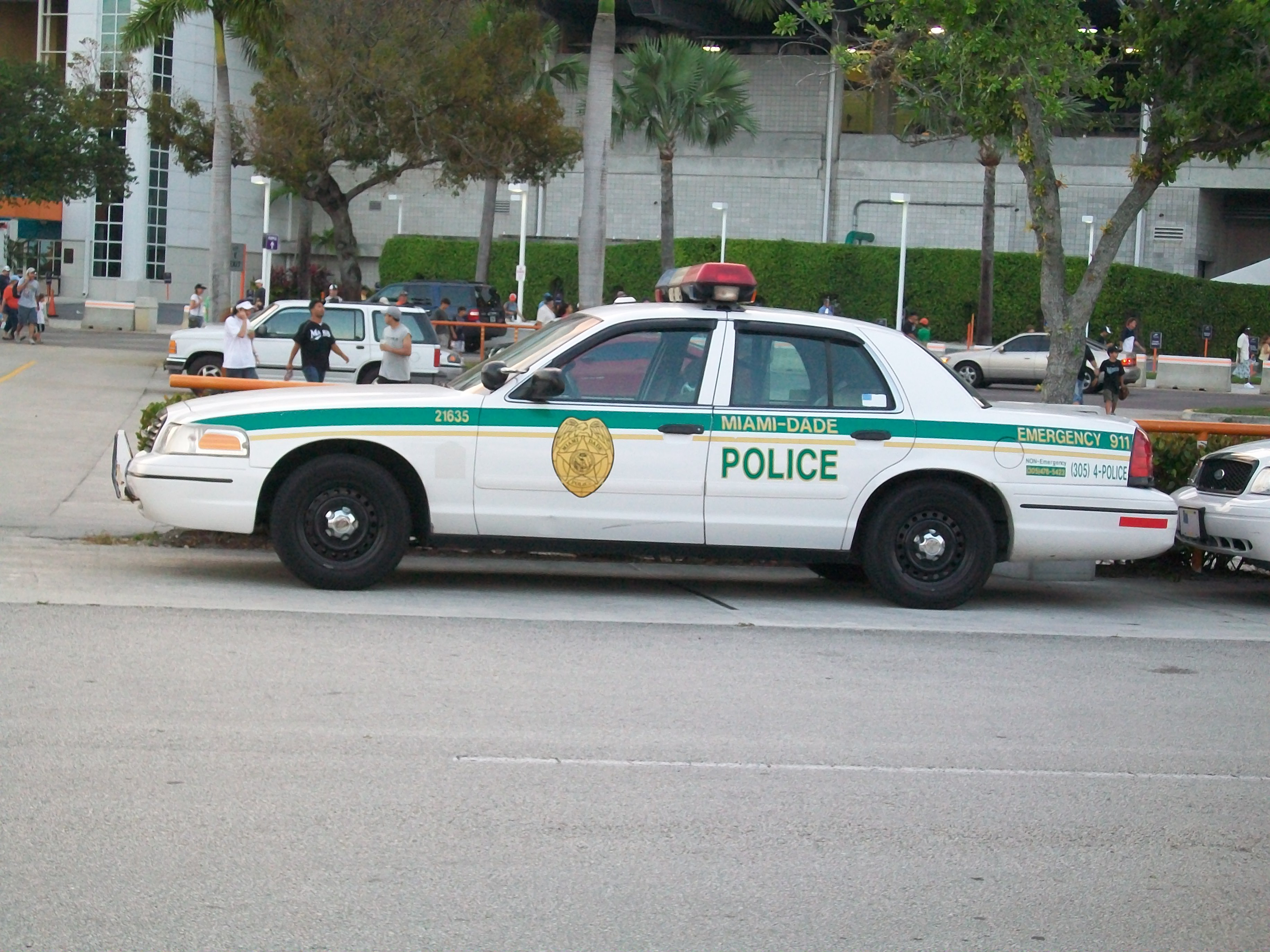
マイアミ・デイド警察のパトカー

マイアミ・デイド警察は郡内未編入領域の都市圏警察組織として機能している。ただし、マイアミ市警察など自治体警察と相互協力合意を行っている。警察官と事務官合わせて4,700人、州内最大である。現在でも以前の名称である「メトロ・デイド警察」あるいは単純に「メトロ」と呼ばれることが多い。
マイアミ・デイド警察署は郡内9つの地区で運営され、2つの特別部局も持っている。本部はドーラルにある。
特捜刑事マイアミ・バイス、CSI:マイアミの舞台。

### 上下水道
マイアミ・デイド上下水道局は国内最大級の公共事業部門であり、2007年時点で約2,700人を雇用している。240万人以上の利用者にサービスを行い、年間予算は約4億ドルである。毎日ビスケイン帯水層から3億3,000万ガロン (125,000 m3) の水を汲み上げている。水道管総延長は7,100マイル (11,400 km)、サービス領域は396平方マイル (1,026 km2)、14のポンプ場がある。下水管の総延長は3,600マイル (5,800 km)、サービス領域は341平方マイル (882 km2)、954か所のポンプ場がある。

### 矯正部門
マイアミ・デイド郡矯正リハビリ部が矯正機関である。

### 航空部
マイアミ・デイド郡航空部がマイアミ国際空港と郡内4つの一般用途空港を運営している。

### 州政府の機関
フロリダ州少年司法部が郡内未編入領域のマイアミ・デイド地域少年拘置所を運営している。

## 教育

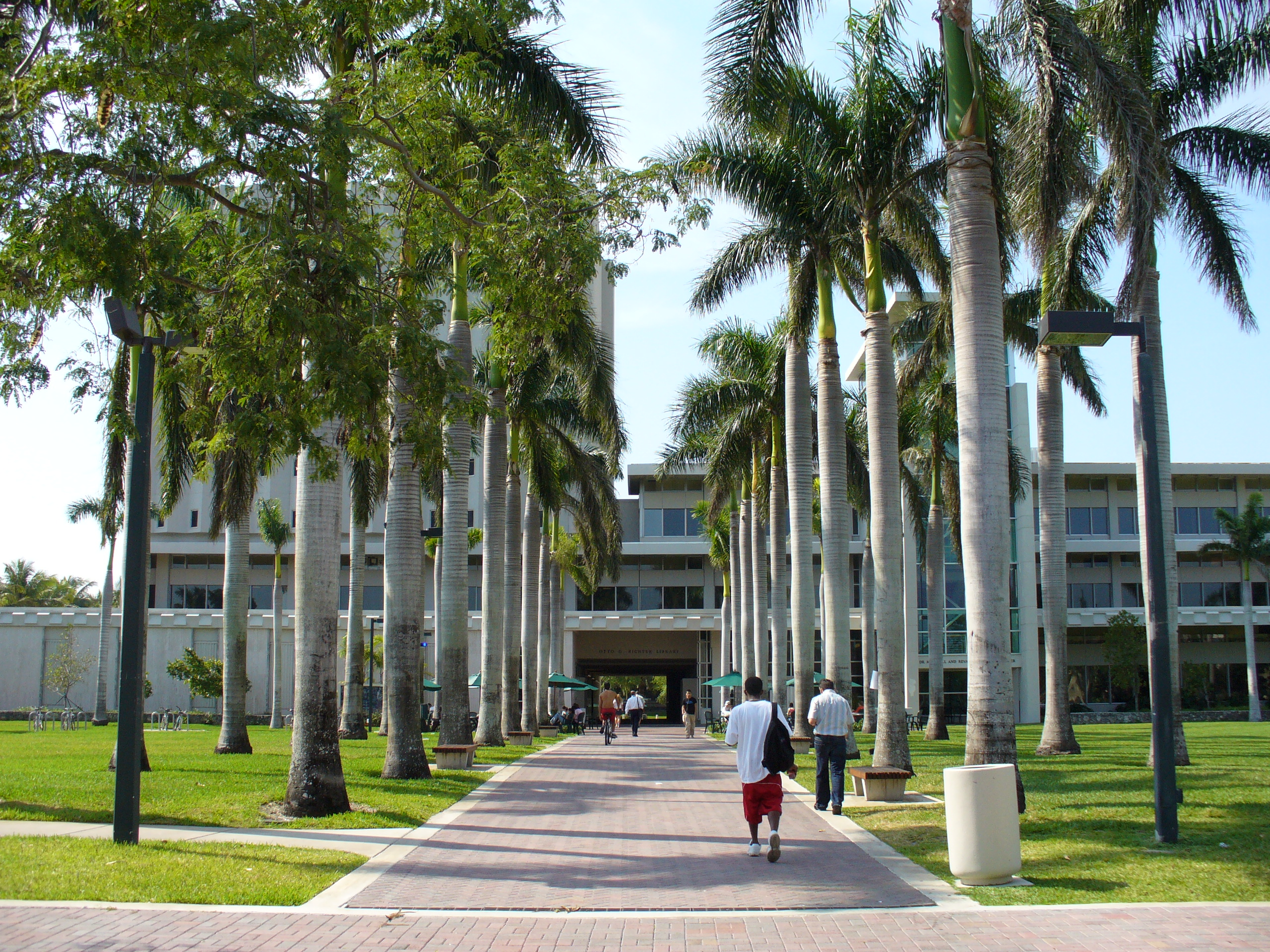
マイアミ大学

フロリダ州では各郡に教育学区がある。マイアミ・デイド郡公共教育学区は独立して選出された教育委員会が運営している。教育委員会に指名された専門家である教育監督官が日々の運営を担当している。マイアミ・デイド郡公共教育学区は国内第4位の規模であり、2007年から2008年の教育年度では40万人が就学していた。
マイアミ・デイド公共図書館は国内最大級の公共図書館体系であり、42の支所の他に現在8か所が建設中である。

### 高等教育機関
郡内には多くの私立、公立の高等教育機関がある。2006年の学生数は245,000人であり、国内最大級だった。
- マイアミ大学、私立
- フロリダ国際大学、公立、学生数は南フロリダ最大
- マイアミ・デイド・カレッジ、公立
- バリー大学、私立、カトリック系
- ノバ・サウスイースタン大学、私立
- フロリダ・メモリアル大学、私立、昔は黒人大学
- セントトマス大学、私立、カトリック系
- ジョンソン・アンド・ウェールズ大学、私立
- カルロス・アルビズ大学、私立
- マイアミ国際芸術デザイン大学、私立
- タルマディック大学、私立、ユダヤ教系

## 見どころ

### 博物館
- バス美術館、マイアミビーチ市

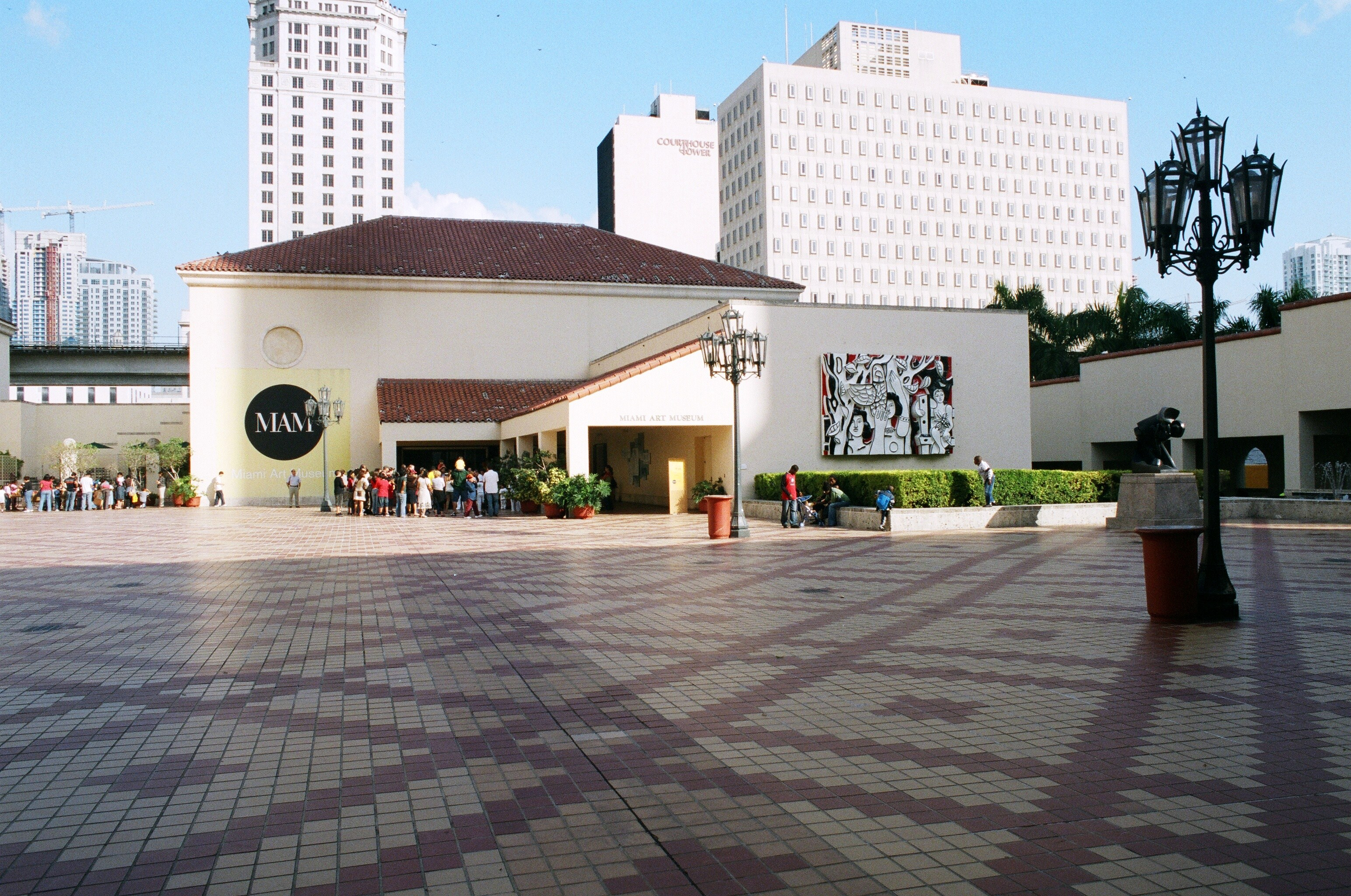
マイアミ美術館

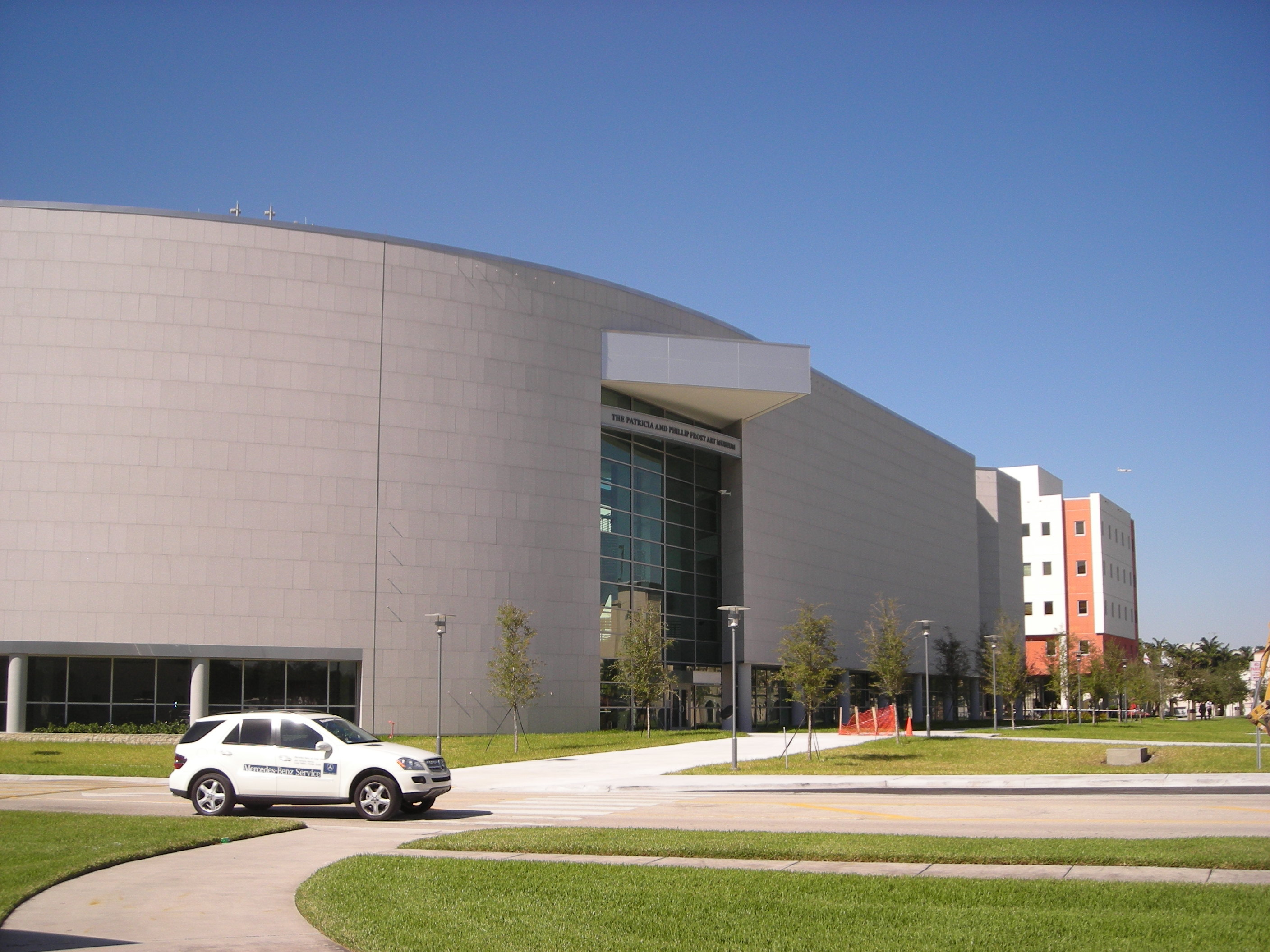
フロスト美術館、フロリダ国際大学内

- フェアチャイルド熱帯植物園、コーラルゲイブルス
- フロスト美術館、フロリダ国際大学内、マイアミ市
- ヒストリーマイアミ、マイアミ市
- ホロコースト記念館、マイアミビーチ市
- ユダヤ・フロリダ博物館、マイアミビーチ市
- ロー美術館、マイアミ大学内
- マイアミ美術館、マイアミ市
- マイアミ子供博物館、マイアミ市
- マイアミ文化会館、マイアミ市
- マイアミ科学博物館、マイアミ市
- 現代美術館、ノースマイアミ市
- ルーベル家コレクション、マイアミ市
- ゴールドコースト鉄道博物館、マイアミ市
- ビスカヤ博物館庭園、マイアミ市
- ウィークス航空博物館、マイアミ市
- ウィングス・オーバー・マイアミ博物館、マイアミ市
- ウルフソニアン、フロリダ国際大学内、マイアミビーチ市
- ワールド・エロティック美術館、マイアミビーチ市
- ワールド・フェイマス・モンデシ・カランサ博物館、マイアミビーチ市

### 文化と屋外生活
- マイアミ動物園
- ジャングル・アイランド、マイアミ市
- ビスカヤ博物館庭園、マイアミ市

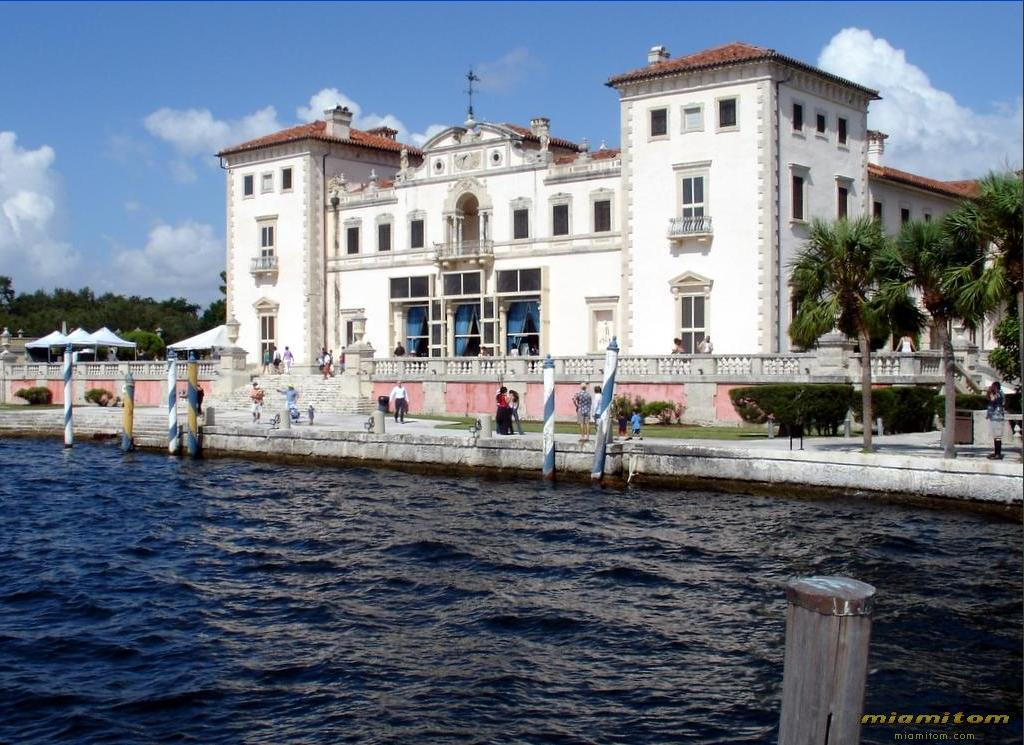
ビラ・ビスカヤ

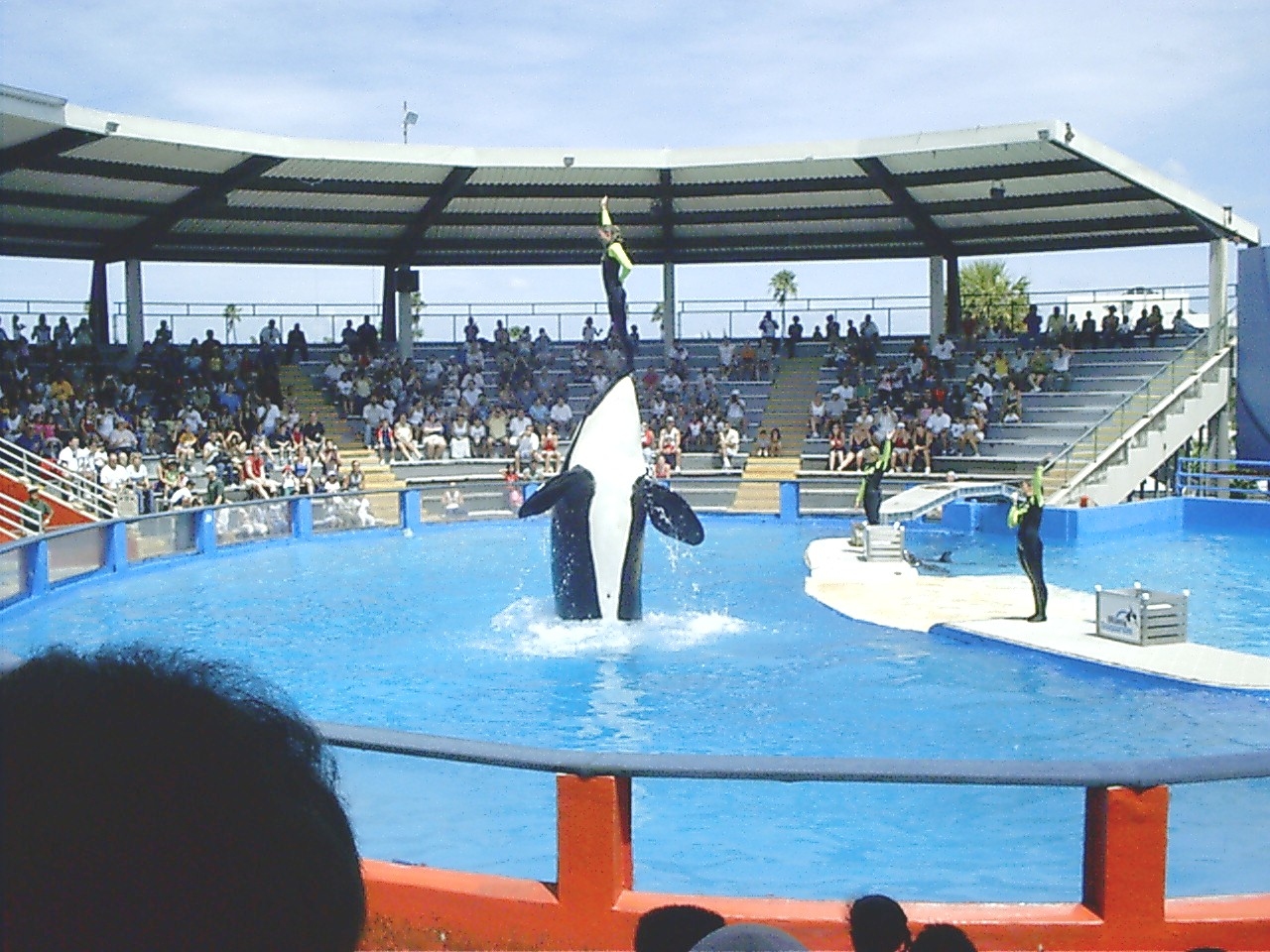
マイアミ水族館

- ベイサイド・マーケットプレース、マイアミ市
- マイアミ水族館、マイアミ市
- モンキー・ジャングル、マイアミ市
- 古スペイン修道会、ノースマイアミ市
- アドリエンヌ・アーシュト芸能センター、マイアミ市
- ワートハイム芸能センター、フロリダ国際大学内、マイアミ市
- フロリダ・グランド・オペラ、マイアミ市
- ガスマン芸能センター、マイアミ市
- ベイフロント公園円形劇場、マイアミ市

### その他の地域と観光地

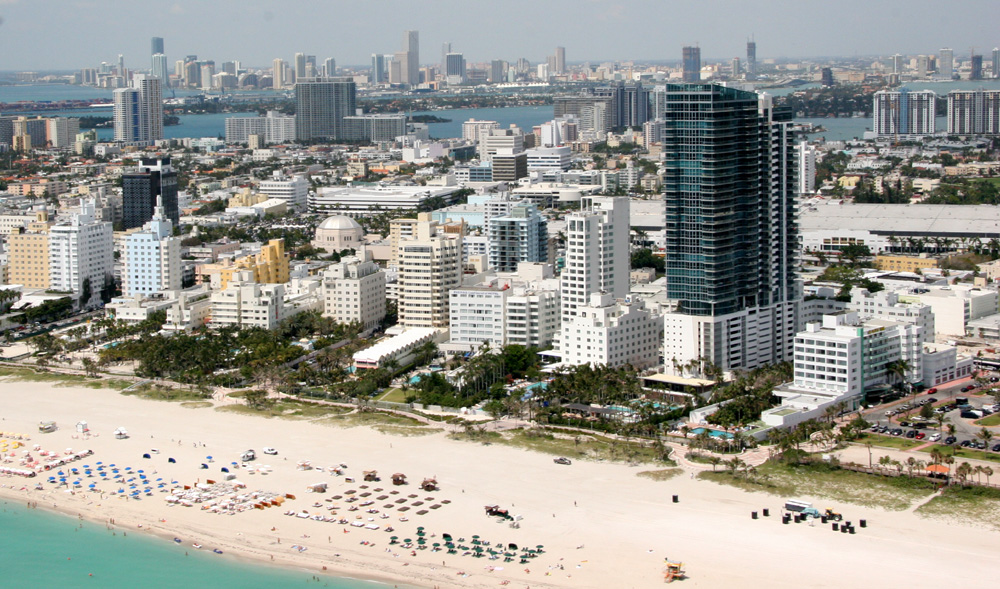
サウスビーチ

| - サウスビーチ - オーシャン・ドライブ - カレ・オチョ - リンカーン道路 - マイアミ市中心街 | - バル・ハーバー・ショップス - ドルフィン・モール - アベンチュラ・モール - ビルトモア・ホテル - フリーダム・タワー | - マイアミ市アール・デコ地区 - マイアミ市デザイン地区 - ベイサイド・マーケットプレース - リトル・ハバナ - スター島 | - ブリッケル - マイアミ市墓地 - エスパニョーラ・ウェイ - メアリー・ブリッケル・ビレッジ - ワインウッド芸術地区 |

### 公園
| - トロピカル公園 - ベイフロント公園 - 二百年公園 - クランドン公園 | - ビルバッグスケイプ・フロリダ州立公園 - オリータ川州立公園 - エバーグレーズ国立公園 - ビスケーン国立公園 |

### スポーツ会場

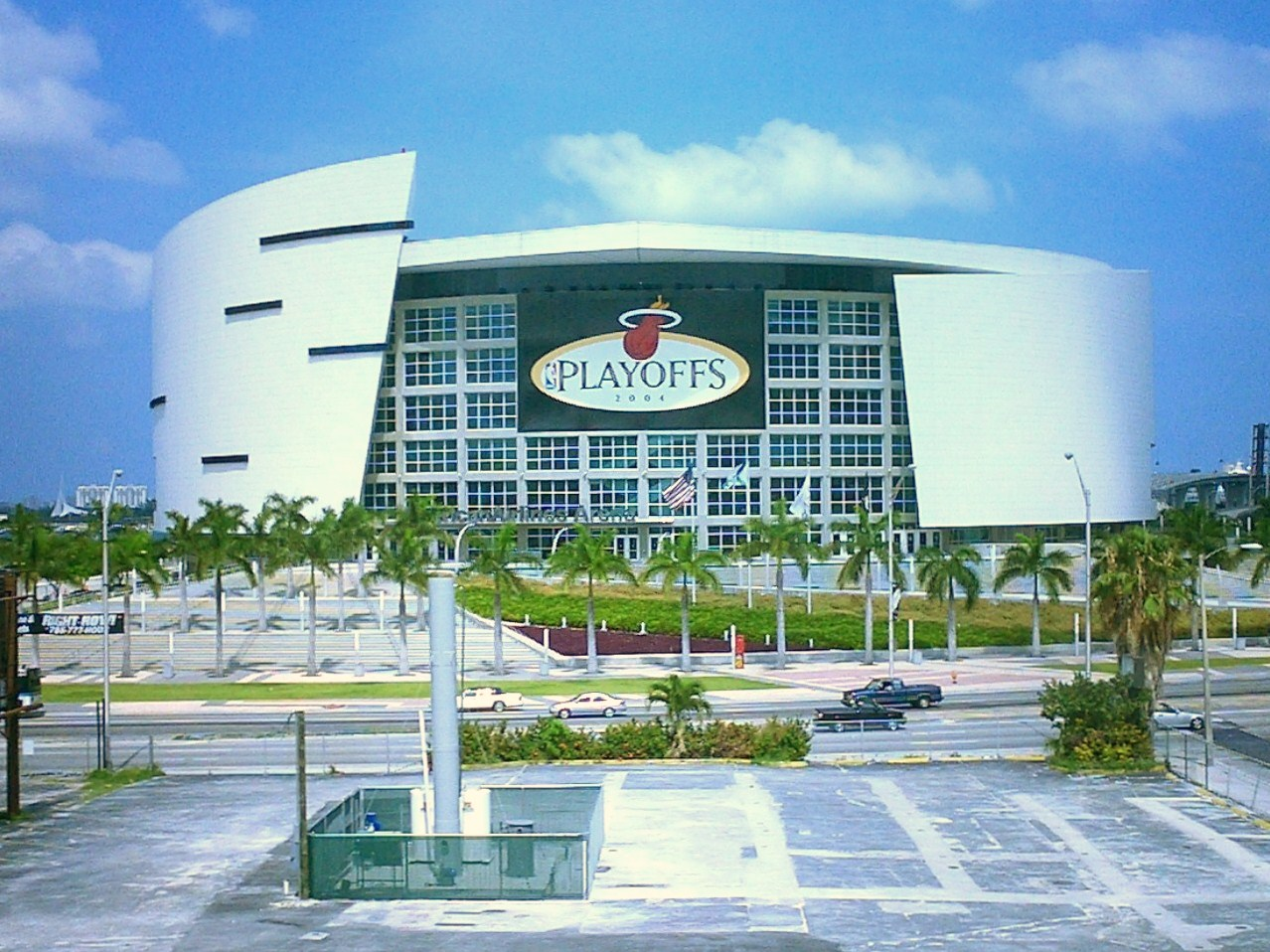
アメリカン・エアラインズ・アリーナ、NBAマイアミ・ヒートの本拠地

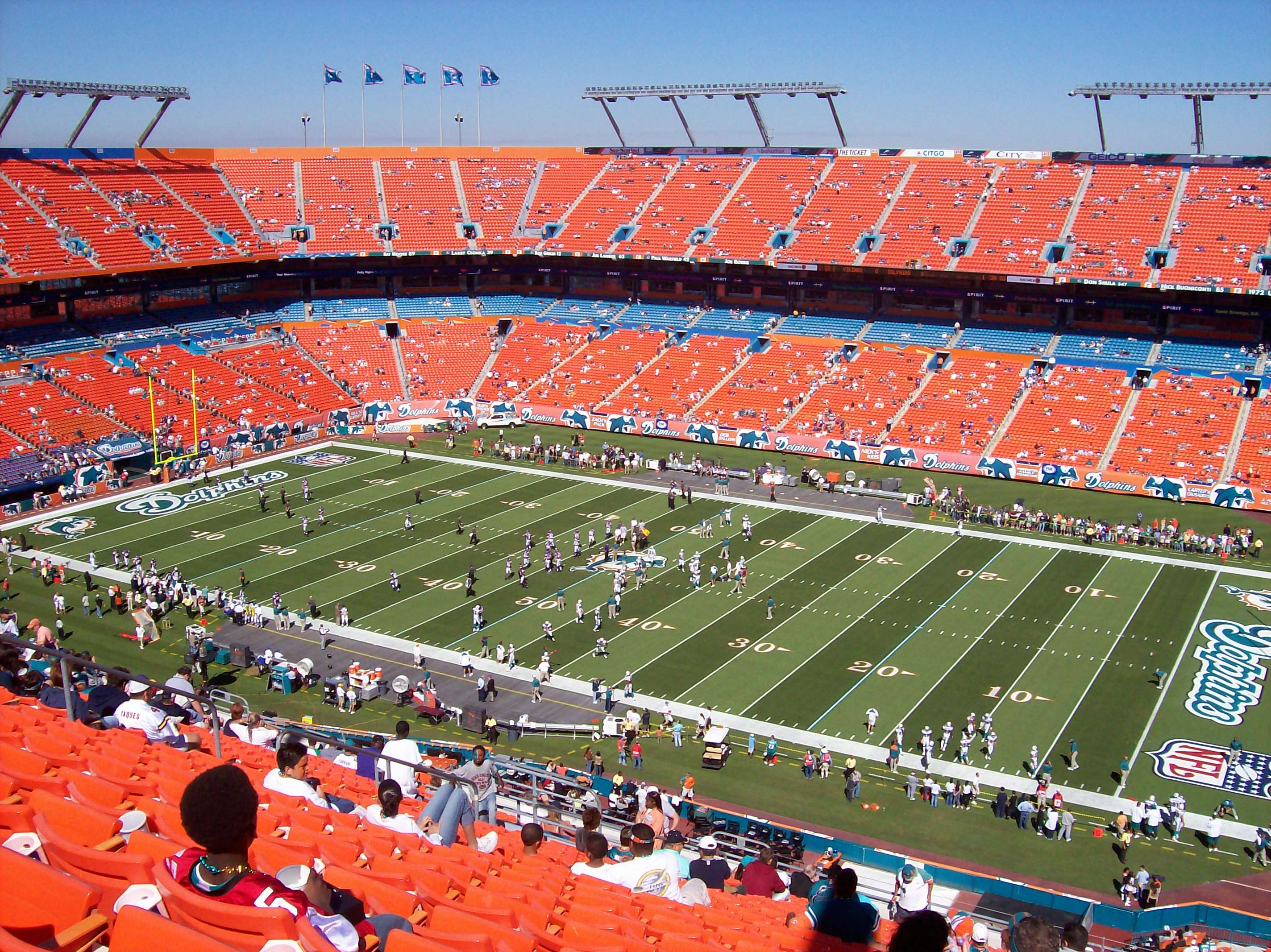
サンライフ・スタジアム、NFLマイアミ・ドルフィンズとNCAAマイアミ・ハリケーンズの本拠地

マイアミ・デイド郡には南フロリダのスポーツ会場の大半がある。
- サンライフ・スタジアム - NFLマイアミ・ドルフィンズとNCAAマイアミ・ハリケーンズ（アメリカンフットボール）の本拠地
- ローンデポ・パーク - MLBマイアミ・マーリンズの本拠地
- アメリカン・エアラインズ・アリーナ- NBAマイアミ・ヒートの本拠地
- クランドンパーク・テニスセンター - マイアミ・マスターズ会場
- FIUスタジアム - FIUゴールデン・パンサーズ（アメリカンフットボール）の本拠地
- ファームドアリーナ - FIUゴールデン・パンサーズ（バスケットボール）の本拠地
- FIU野球場 - FIUゴールデン・パンサーズ（野球）の本拠地
- バンクユナイテッドセンター - マイアミ・ハリケーンズ（バスケットボール）の本拠地
- トロピカルパーク・スタジアム
- ホームステッド・マイアミ・スピードウェイ
- コールダー・レースコース
- ハイアレアパーク・レーストラック
- アレックス・ロドリゲス・パーク・マーク・ライト・フィールド - マイアミ・ハリケーンズ（野球）の本拠地

## 姉妹都市
マイアミ・デイド郡は国際姉妹都市協会の指定する23都市との姉妹関係がある。
| - メキシコ、ベラクルス - チリ、イキケ - ジャマイカ、キングストン - ハイチ、プティゴアーブ - バハマ - ドミニカ共和国、サントドミンゴ - グアドループ、ラメンティン - スペイン、テネリフェ島 - スウェーデン、ストックホルム県 - 台湾、新北市 - コロンビア、ペレイラ - タークス・カイコス諸島 | - コスタリカサンホセ - セントクリストファー・ネイビス - イタリア、アスティ県 - アルゼンチン、メンドーサ - ベネズエラ、モナガス州 - ブラジル、サンパウロ - ペルー、プカルバ - ボリビア、サンタ・クルス・デ・ラ・シエラ - パラグアイ、アスンシオン - ウルグアイ、マルドナド - ケイマン諸島 |